# Jacqueline Briskin
Jacqueline Briskin z domu Orgell (ur. 18 grudnia 1927 w Londynie, zm. 24 grudnia 2014 w Santa Monica) – brytyjska pisarka. Autorka wielu bestsellerów.

## Życiorys
Wraz z rodziną przeprowadziła się do Beverly Hills w 1937 roku. Ojciec Jacqueline był złotnikiem. Po zamieszkaniu w Stanach Zjednoczonych, otworzył butik z biżuterią - Spencer Orgell Silversmiths - na Wilshire Boulevard. Lokalizacja pozwoliła mu na zdobycie nowych klientów wśród ówczesnych gwiazd filmowych.
Jacqueline ukończyła Beverly Hills High School, a następnie przez dwa lata studiowała prawo na UCLA. Uczelnię rzuciła i wyszła za mąż za aktora Berta Briskina. Para miała trójkę dzieci - córkę Liz, synów Ralpha i Richarda. Briskin ukończyła kurs na UCLA poświęcony pisarstwu.
Jacqueline Briskin poświęciła się pisarstwu. Napisała w trakcie trwania swojej kariery 11 romansów.
Pod koniec lat 90. Briskin odeszła na emeryturę, aby zająć się swoim mężem, który chorował na Alzheimera. Zmarł w 2004 roku.
Jacqueline Briskin w listopadzie 2014 roku miała zawał serca. Był on jedną z przyczyn śmierci pisarki, która odeszła 24 grudnia w UCLA Medical Center w Santa Monica.

## Twórczość
- Dzieci Kalifornii (California Generation)
- Karmazynowy pałac (The Crimson Palace)
- Marzyć to za mało (Dreams Are Not Enough)
- Nagie serce (The Naked Heart)
- Onyx (The Onyx)
- Paloverde (Paloverde)
- Tamta strona miłości (The Other Side of Love)
- Wszystko i jeszcze więcej (Eveything and More)
- Za dużo od razu (Too Much Too Soon)